# Mago de Yendor
El Mago de Yendor, también conocido como Rodney ("Rodney" es "Yendor" escrito al revés), es un enemigo en el juego NetHack y otros Roguelike similares. Este mago habita la torre del mago en el valle de Gehennom, siendo dentro del juego el guardián del libro de los muertos (en versiones antiguas del juego era el guardián del amuleto de Yendor).
Es necesario obtener el Libro de los Muertos (derrotando al mago de Yendor) antes de continuar el juego. Posteriormente hay que descender al Santuario de Moloch para recuperar el amuleto de Yendor, que está en posesión del sumo sacerdote de Moloch ya que estos artículos son necesarios para terminar el juego (ascender en el juego).

## Habilidades y magia
El mago posee las siguientes habilidades y características:
- Puede volar.
- Regenera sus hit points.
- Puede ver criaturas invisibles.
- Puede teletransportarse.
- Puede recoger objetos mágicos.
- Puede ser visto a través de infravision (habilidad de enanos, elfos, gnomos, y orcos).
- Puede maldecir a los artículos del jugador.
- Puede lanzar el hechizo Double Trouble, creando una copia de sí mismo con otra apariencia (es el único enemigo con este hechizo).
- Puede regresar a la vida una vez derrotado, siguiendo al jugador (en el plano astral ya no aparece).

## Historia
El Mago de Yendor es mencionado originalmente en Rogue (un predecesor de Hack y NetHack) en donde no aparece como un enemigo, pero es conocido como el creador de la mazmorra del juego.
La primera aparición del mago de Yendor como un personaje dentro del juego fue en la versión 1.0.2 de Hack como el guardián del amuleto de Yendor.
Luego del fin del desarrollo de Hack (su última versión fue la 1.0.3), en su sucesor NetHack (versión 1.3d) al mago se le añade la habilidad de poder revivir después de ser derrotado. 
En la versión 2.3e de NetHack, el mago de Yendor aparece en una habitación de 1x2 acompañado por un hell hound y el amuleto de Yendor. Existen habitaciones del mago falsas con un demonio (en vez del mago) y un falso amuleto.
A partir de la versión 3.0.0 de NetHack, el mago de Yendor vive en una torre acompañado por un lord vampiro.
Desde la versión 3.1.0 el amuleto de Yendor ya no es entregado por el mago, desde esta versión el mago entrega el libro de los muertos (otro artículo necesario para terminar el juego). El amuleto de Yendor ahora esta en posesión del sumo sacerdote de Moloch.